# Guvanchmuhamed Ovekov
Guvanchmuhamed Ovekov - em turcomeno, Guwançmuhammet Öwekow (Asgabate, 2 de fevereiro de 1981) é um futebolista e treinador de futebol turcomeno.
Como jogador, era meia-atacante, e atuou por sete clubes, a maioria no futebol ucraniano (Arsenal Kiev, Vorskla Poltava, Zorya Luhansk e FC Kharkiv). Iniciou sua carreira em 2001, no Nisa, e passou também por Navbahor Namangan e Zhetysu, seu último clube, onde pendurou as chuteiras prematuramente em 2008, com 26 anos.
Voltou aos gramados em 2010, defendendo o Xorazm Urganch. Regressou ao Turcomenistão em 2011, jogando por Balkan, Altyn Asyr e FC Ahal, onde também é técnico.

## Seleção
Com a camisa da Seleção Turcomena de Futebol, Ovekov disputou 22 jogos entre 2003 e 2010, marcando 9 gols. Fez parte do elenco que disputou a Copa da Ásia de 2004, primeiro - e até agora - único torneio oficial disputado pelos turcomenos como nação independente, que cairia ainda na primeira fase, com apenas um ponto, ficando à frente da tradicional seleção da Arábia Saudita.